# ارکیده‌های زرافشان
ارکیده‌های زرافشان (نام علمی: Oncidium) نام یک سرده از زیرخانواده رودرخت‌واران است.